# Eupithecia biornata
Eupithecia biornata es una especie de polilla de la familia Geometridae. La especie fue descrita por primera vez por Hugo Theodor Christoph habiendo sido descrita en 1867, con distribución en Eurasia. El sintipo de la especie fue descrita en los alrededores de la antigua Sarepta (Krasnoarmeisk), Rusia. La envergadura es de unos 23 milímetros (0,9 plg).